# ファーストクレジット
ファーストクレジットは、かつて存在した、不動産ローンを主に取り扱うノンバンク。

## 概要
旧日本長期信用銀行系列であったが、長銀解体後、新生銀行となった元親会社から会社更生法を申立てられ、2002年3月7日に破綻。米投資ファンドローンスターの買収後、住友信託銀行に約1300億円で売却され、現在に至る。2007年4月6日にJCRの長期優先債務各付「A+」を取得した。
その後、経営の悪化のため、2010年4月同じ、住友信託銀行グループのライフ住宅ローンとの経営統合の方針を固め、2010年9月住信不動産ローン・アンド・ファイナンス(住信L&F)と名前を変更したライフ住宅ローンへ主要事業を譲渡し、清算した。住信L&Fは住友信託銀行と中央三井トラスト・ホールディングスの経営統合に伴い、更に三井住友トラスト・ローン・アンド・ファイナンスに改名した。
　
イメージガールを山口智子、河口りか、菊池優子、水谷純子、沼倉絵里子が務めていたこともあった。